# 벽속에 숨은 마법의 시계
《벽속에 숨은 마법의 시계》(The House with a Clock in Its Walls)는 미국 작가 존 벨레어스의 고딕 호러 동화이다. 1973년 간행되었으며, 대한민국에는 2002는 김지현의 번역으로 그린북에서 출간되었다. 고아 루이스가 마법사 삼촌을 만나 다른 사악한 마법사들과 겨룬다는 내용을 담고 있다. 벨레어스는 이후 루이스가 등장하는 동화 시리즈를 몇 편 더 썼는데, 그 두 번째 책인 '검은 그림자의 정체(The Figure in the Shadows)'가 한국에 출간되었다. 2017년, 일라이 로스 감독이 메가폰을 잡고 케이트 블란쳇, 잭 블랙이 주연을 맡은 동명 영화가 2018년에 개봉했다.

## 등장인물
- 루이스 바너벨트(Lewis Barnavelt)
- 조나단 삼촌(Jonathan Barnavelt)
- 짐머만 아줌마(Florence Zimmermann)
- 이자드 부부(Isaac and Selenna Izard)
- 타비 코리건(Tarby Corrigan)
- 로즈 리타 포팅어(Rose Rita Pottinger)